# William Sidney Mount

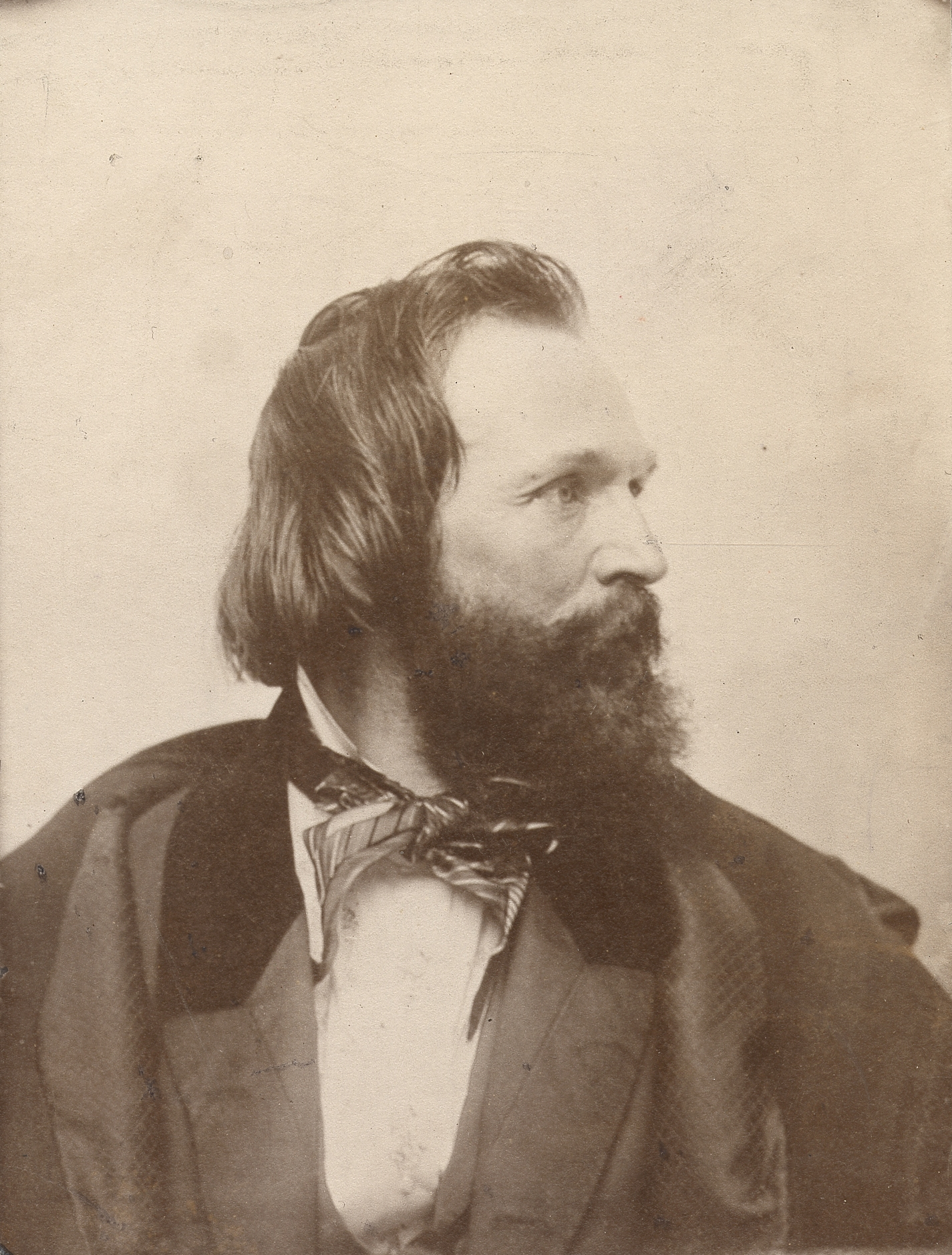
William Sidney Mount

William Sidney Mount (* 26. November 1807 in Setauket, Long Island; † 19. November 1868 ebenda) war ein US-amerikanischer Maler des 19. Jahrhunderts. Er war vor allem Porträtmaler und gehörte der Strömung der Hudson River School an.

## Leben und Werk
William Sidney Mount wurde 1807 in Setauket auf Long Island geboren. Er ging von 1825 bis 1827 bei seinem Bruder Henry Mount, einem Schilder-Maler, in New York City in die Lehre. Ab 1826 absolvierte er ein Studium an der National Academy of Design und ab 1829 arbeitete er als Porträtmaler in New York. 1831 wurde er assoziiertes Mitglied (ANA) und ein Jahr später zum Vollmitglied (NA) der National Academy gewählt.
1836 zog er nach Stony Brook auf Long Island und blieb dort bis an sein Lebensende 1868, wobei er sich als Genremaler den ländlichen Szenen seiner Heimat widmete.

## Bildauswahl

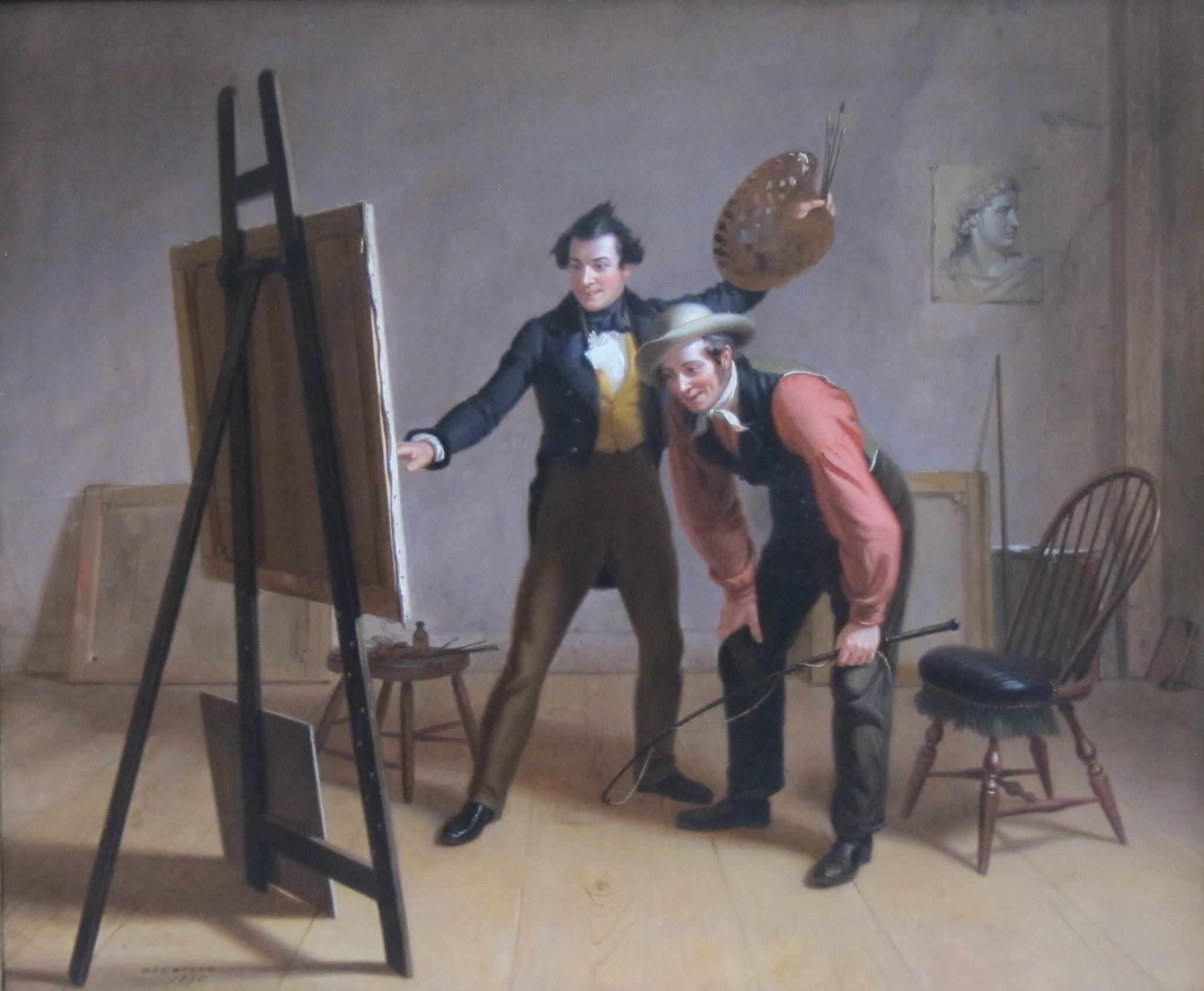
Der Triumph des Malers, 1838
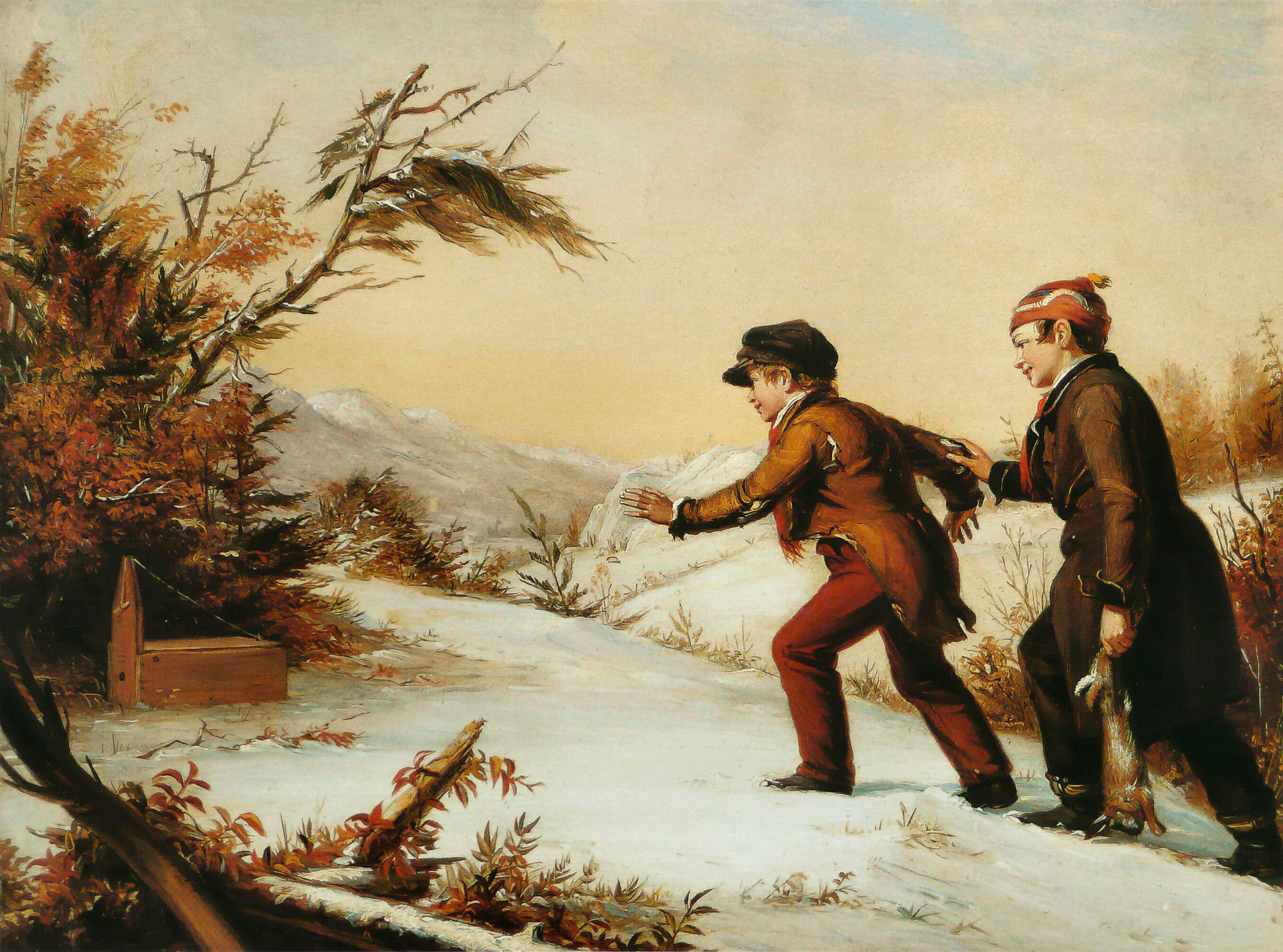
The Trap Sprung, 1844
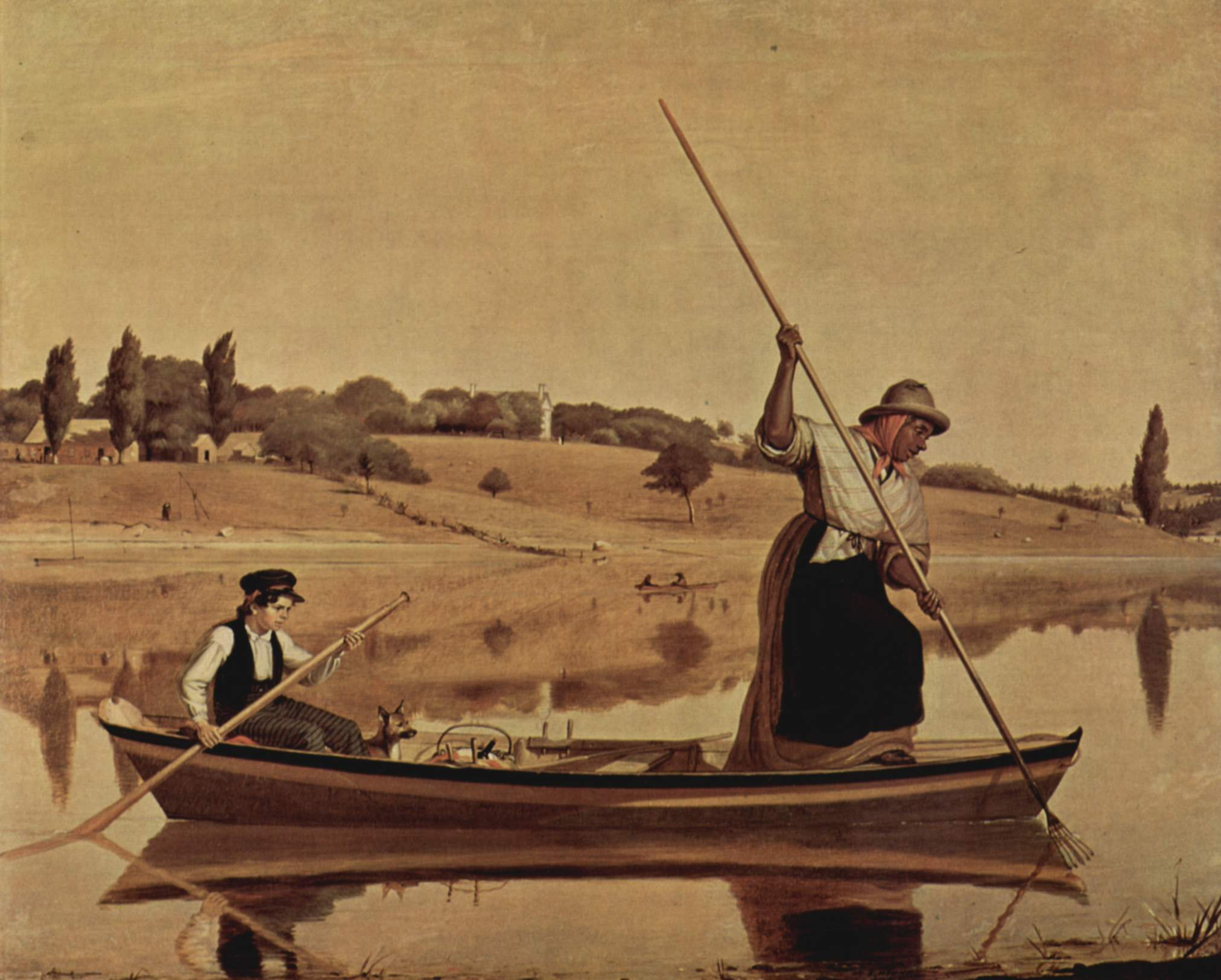
Aalfischer bei Setauket, 1845
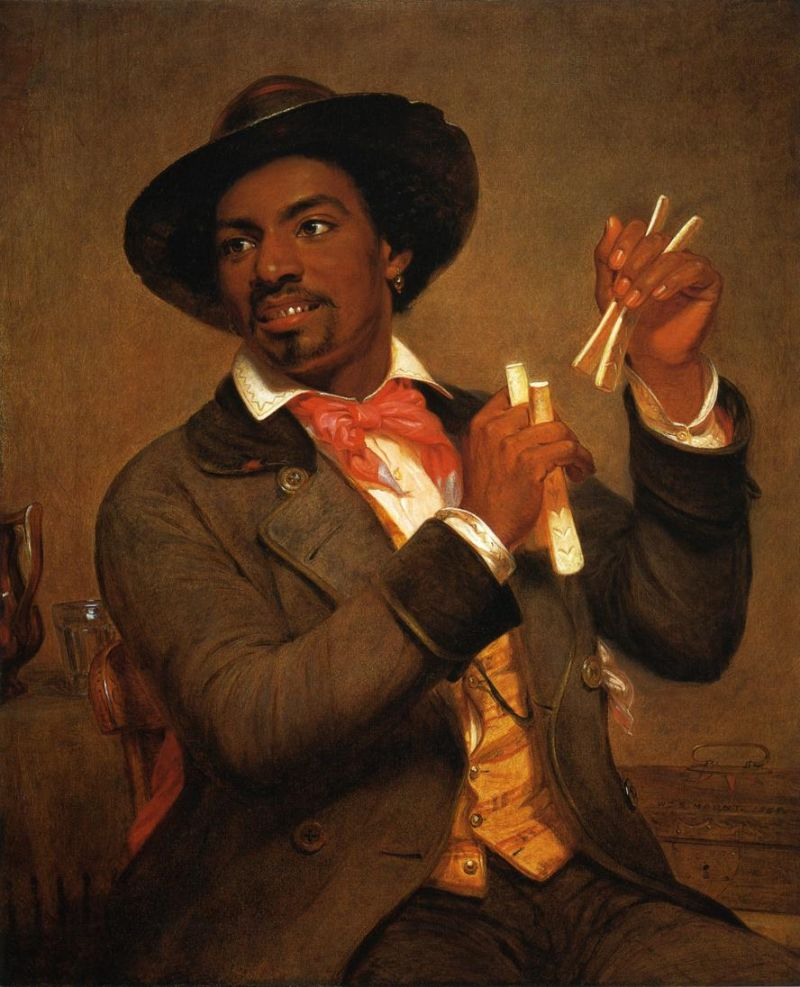
The Bone Player, 1856